# Miklós Rózsa
Miklós Rózsa, född 1907, död 1995, var en ungersk-amerikansk tonsättare. Tidigt i sin karriär ägnade han sig åt kammarmusik och symfonier, innan han på 1930-talet övergick till att göra filmmusik. Han vann Oscar för bästa filmmusik tre gånger.

## Filmografi (i urval)
- 1940 – Tjuven i Bagdad
- 1945 – Trollbunden
- 1947 – Dubbelliv
- 1950 – I asfaltens djungel
- 1959 – Ben-Hur
- 1961 – El Cid
- 1981 – Nålens öga